# لباس لثئي
اللباس اللَّثَئِيّ، يستخدم مطاط اللثى في العديد من أنواع الملابس. يستخدم تقليدياً في الملابس الواقية، بما في ذلك أقنعة الغاز والجزمات المطاطية. يتم الآن استبدال المطاط بشكل عام في هذه المنتجات باللدائن. تصنع المكنتشات تقليدياً من القماش المطاطي.
مطاط اللثى شائع كمادة ملابس في فتيشية الملابس وبين ممارسي ال(بي دي إس إم)، وغالباً ما يرتدى في نوادي الفتيشية. يستخدم أيضاً في بعض الأحيان من قبل مصممي الأزياء لمظهره الدرامي. تميل الألبسة اللثئية إلى أن تكون لصوقة بالجسم. هناك العديد من المجلات المخصصة لتوضيح استخدام وارتداء هذه الألبسة. بشكل أقل شيوعاً يمكن أن تكون الألبسة اللثئية فضفاضة.

## صور

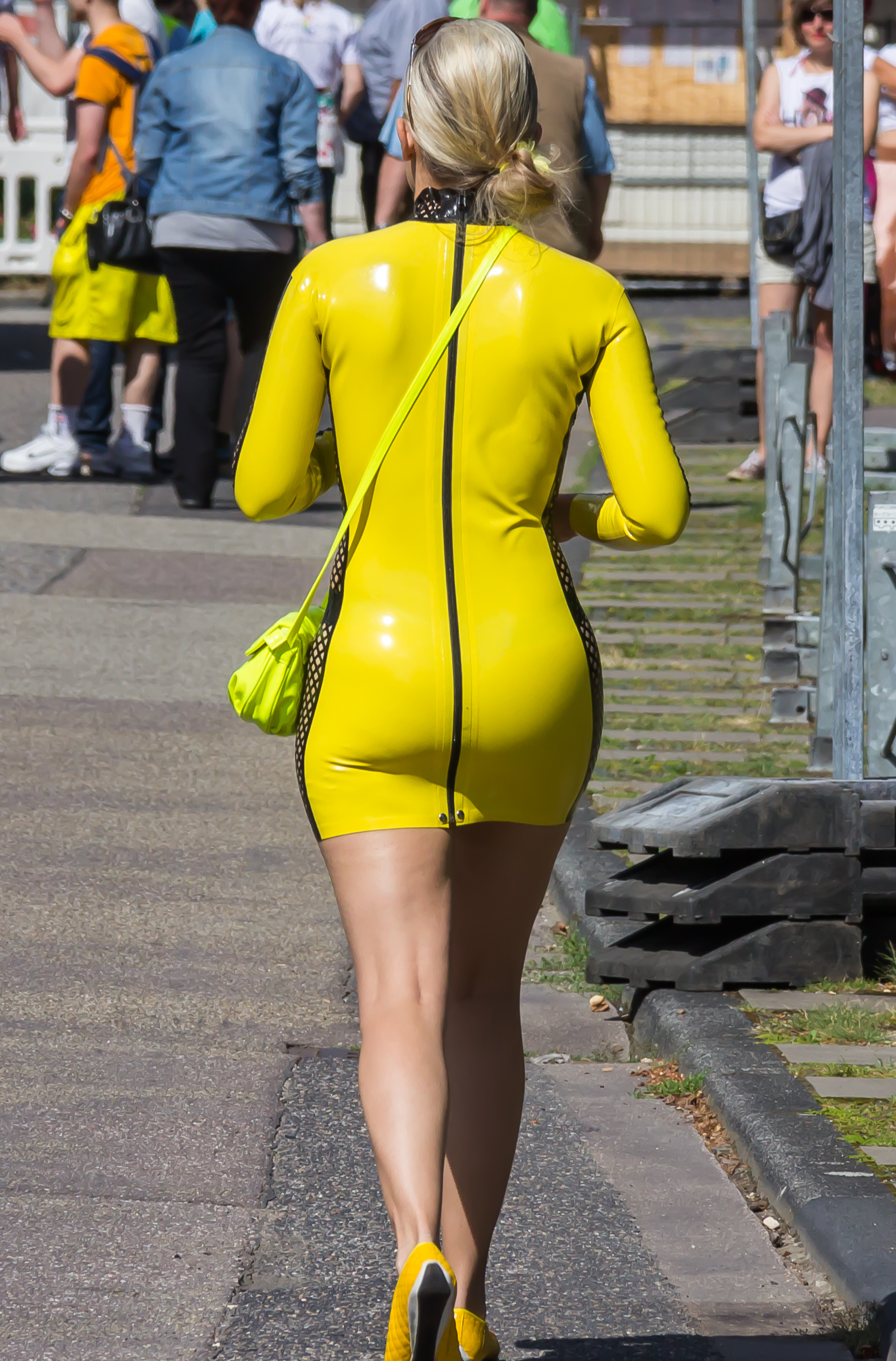
امرأة مرتدية لباساً لثئياً (2014).

## روابط خارجية
- Mooney, Sian-Kate (2004). Making Latex Clothes. ISBN:0-89676-251-3.